# Battaglia di Aliwal
La battaglia di Aliwal fu combattuta il 28 gennaio 1846 tra le truppe della Compagnia delle Indie orientali e quelle dell'impero Sikh. I britannici erano guidati da Sir Harry Smith, mentre i sikh erano guidati da Ranjodh Singh Majithia. La vittoria britannica nella battaglia è talvolta considerata il punto di svolta della prima guerra anglo-sikh.

## Contesto
La prima guerra anglo-sikh iniziò sei anni dopo la morte, avvenuta nel 1839, di Ranjit Singh, fondatore dell'impero Sikh nel Punjab. L'impero cadde progressivamente nei disordini, mentre i britannici aumentavano le loro forze militari ai confini. Alla fine, il sempre più turbolento esercito Sikh Khalsa, guidato da leader che diffidavano delle proprie truppe, fu spinto ad attraversare il fiume Sutlej, invadendo il territorio sotto il controllo britannico.
Il 21 e il 22 dicembre 1845 l'esercito della Compagnia delle Indie orientali, comandato da Sir Hugh Gough e dal governatore generale del Bengala, Sir Henry Hardinge, combatté la sanguinosa battaglia di Ferozeshah. Gli eserciti sikh, al comando del visir Lal Singh e del comandante in capo Tej Singh si ritirarono, ma l'esercito britannico fu scosso dalle pesanti perdite subite. Le ostilità furono sospese per alcune settimane e Hardinge cercò di sollevare Gough dal suo comando, attribuendo alle sue tattiche le pesanti perdite.
Anche i Sikh furono scoraggiati a causa delle ritirate ordinate dai loro comandanti. Ricevettero però rinforzi da truppe che non avevano ancora visto l'azione e tornarono oltre il Sutlej per occupare una testa di ponte di fronte a Sobraon. Un distaccamento camandato da Ranjodh Singh Majithia (a volte trascritto come Runjoor Singh), con 7000 uomini e 20 cannoni, attraversò più a monte il Sutlej per assediare la fortezza britannica di Ludhiana e minacciare le linee di approvvigionamento di Gough e Hardinge. I comandanti britannici distaccarono una divisione, al comando di Sir Harry Smith, per eliminare questa minaccia alle loro spalle.

## La campagna
Il 16 gennaio 1846 Smith riprese Fategarh e Dharamkot, due avamposti che erano stati occupati dai sikh. La cavalleria irregolare di Runjodh Singh Majithia aveva compiuto incursioni su un'ampia area e aveva incendiato parte degli accampamenti britannici presso Ludhiana, ma il corpo principale dell'esercito stava avanzando molto lentamente verso la città.
Inizialmente Harry Smith intendeva attaccare l'esercito di Runjodh Singh Majithia a Buddowal. Tuttavia, dopo esser venuto a conoscenza della reale forza dei Sikh e aver ricevuto ulteriori ordini da Gough, fece passare le sue truppe per Jagraon, dove raccolse un altro reggimento, con l'obiettivo di raggiungere Ludhiana prima del grosso dell'esercito dei sikh. Il 21 gennaio 1846 gennaio, mentre lasciava Buddowal, la cavalleria irregolare sikh (i ghorchara) compì numerosi attacchi contro la retroguardia britannica, riuscendo a catturare la maggior parte dei bagagli di Smith (muli, tori ed elefanti) ed eliminando le truppe sbandate. Ciononostante, Smith riuscì a raggiungere Ludhiana, con le sue truppe esauste. Una brigata di truppe provenienti da Delhi, compresi due battaglioni di gurkha, venne a dargli rinforzo.
Dopo aver fatto riposare le sue truppe, Smith avanzò nuovamente verso Buddowal. I sikh si erano ritirati ad Aliwal sul Sutlej, in attesa di rinforzi. Il 28 gennaio 1846 Smith avanzò, all'inizio con cautela, contro di loro.

## La battaglia
I Sikh avevano occupato una posizione lunga 6,4 km, che correva lungo un crinale tra i villaggi di Aliwal e Bhundri. Il Sutlej scorreva vicino alle loro retrovie per tutta la lunghezza della linea, rendendo difficile la manovra e potenzialmente disastrosa la ritirata.
Dopo le salve iniziali di artiglieria, Smith stabilì che Aliwal era il punto debole dello schieramento nemico. Inviò due delle sue quattro brigate di fanteria a catturare il villaggio, da dove avrebbero potuto prendere d'infilata il centro Sikh. Preso il villaggio, i britannici iniziarono a premere in avanti per minacciare i guadi attraverso il Sutlej.
Mentre i Sikh cercavano di arretrare sulla sinistra, facendo perno su Bhundri, parte della loro cavalleria si venne a trovare in una posizione che minacciava il fianco sinistro britannico scoperto. Una brigata di cavalleria britannica e indiana, guidata dal 16º Lancieri, la caricò e la disperse. Il 16º Lancieri attaccò poi un grande corpo di fanteria sikh. Si trattava di battaglioni organizzati e addestrati alla maniera europea da un mercenario napoletano, Paolo Avitabile. Queste truppe si disposero in quadrato per creare un fronte contro le cariche di cavalleria, come facevano la maggior parte degli eserciti europei. Il 16º Lancieri ruppe però il quadrato. Entrambe le forze subirono pesanti perdite.
La fanteria al centro dello schieramento sikh cercò di difendere un nullah (letto di un torrente asciutto), ma fu accerchiata, costretta allo scoperto da un reggimento di fanteria del Bengala e poi annientata dal fuoco dell'artiglieria a cavallo del Bengala.
A differenza di quanto avvenne nella maggior parte delle battaglie delle due guerre anglo-sikh, la ritirata dei sikh si trasformò rapidamente in una fuga disordinata. Quando i soldati sikh fuggirono attraverso i guadi, abbandonarono la maggior parte delle armi insieme a tutti i bagagli, alle tende e alle provviste. Persero 2000 uomini e 67 cannoni.

## Conseguenze
Smith scrisse in seguito:
Molti commentatori definirono la vittoria di Smith come la "battaglia senza errori". Ad eccezione del 16º Lancieri, che perse 144 uomini su circa 300, poche unità di Smith ebbero gravi perdite.